# Мамедов, Магсуд Мамед оглы
Мамедов Магсуд Мамед оглы (декабрь 1897, Эривань — 5 января 1938, Баку) — азербайджанский государственный деятель, начальник (1920—1923) Бакинского управления Наркомата продовольствия, (1925—1927) Нахичевань, Чрезвычайный народный комиссариат финансов, (1929—1930) ректор Азербайджанского государственного университета, (1930—1931) нарком просвещения Азербайджанской ССР, (1933—1934) директор Института истории партии при ЦК КП Азербайджана, (29.07.1937 — 19.09.1937) перед арестом — директор Азербайджанского Государственного издательства.

## Жизнь и деятельность
Магсуд Мамедов родился в 1897 году в Эривани в крестьянской семье. С 1920 года М. Мамедов выдвигался на руководящие партийные посты. Работал в Министерстве продовольствия Азербайджанской ССР, в Чрезвычайном комиссариате финансов в Нахичеване и т. д.
В 1929 году он был назначен ректором Азербайджанского государственного университета и проработал на этой должности один год.
С 1931 года М. Мамедов работал на высоких должностях наркомом народного просвещения Азербайджанской ССР, а в 1931—1933 годах секретарем ЦК Коммунистической (большевистской) партии Азербайджана.
С назначением М. Дж. Багирова главой Азербайджана начались преследования этого выдающегося государственного деятеля и ученого.
М. Мамедов автор большого количества статей с позиций методологии марксизма-ленинизма, диалектических и исторических материализмов, решение национальных вопросов в СССР и т. д.
В 1937 году Магсуд Мамедов был арестован и приговорён к расстрелу. 5 января 1938 года был растрелян. Похоронен в городе Баку.
В 1957 году Магсуд Мамедов был реабилитирован (посмертно).

## Примечание
1. ↑  Мамедов Максуд Мамед оглы (1897). Открытый список. Дата обращения: 25 июля 2023. Архивировано 24 августа 2023 года.
2. ↑  газета "Азербайджан". Baku State University (неопр.). Бакинский Государственный Университет (1 октября 2009). Дата обращения: 25 июля 2023. Архивировано из оригинала 8 июля 2011 года.
3. ↑  БД. "Жертвы политического террора в СССР" / Правозащитный Центр Азербайджана;. — Город Иреван.- Баку,: Зейналов А. Эриванская интеллигенция. — Баку: Мутарджим, 2013. — С. с. 55..